# Gustave de Lapeyrière
Gustave de Lapeyrière, parfois dit Gustav von Lapeyriere, né le 9 janvier 1817 à Paris et mort à Vienne le 16 décembre 1861, est un homme d'affaires français.

## Biographie
Fabien Sébastien Louis Gustave de Lapeyrière est le fils du financier et collectionneur Augustin de Lapeyrière et d'Élise-Cécile Cardon. Il suit ses études à l'École polytechnique puis à l'École des ponts et chaussées
En 1836, il acquiert la grande ferme et le domaine de 600 hectares de Boukandoura (plaine de Mitidja, dans la province d'Alger) pour 400 000 francs. L'exploitation est assurée par environ 150 employés, Arabes ou familles du Midi de la France qu'il fait venir.
En relation avec Laffitte, Émile Pereire et Blount, il s'implique dans différents chemins de fer en France et en Belgique et devient chef d'exploitation de la Compagnie du chemin de fer de Paris à Rouen, directeur de l'exploitation de la Compagnie des chemins de fer de l'Ouest et administrateur de la Compagnie du chemin de fer Grand-Central de France.
Il épouse, le 26 juin 1849 à Paris, Louise-Agathe-Amélie Gondouin, fille du notaire parisien Charles-Constantin Gondouin (fils du notaire Charles-Pierre Gondouin et d'Agathe-Charlotte-Pauline Goüin) et de Thérèse Clarmont (fille du banquier Jean-Charles Clarmont et de Rosalie Favrin) ; Mlle Gondouin était la nièce du baron Jérôme Pichon, d'Henry Goüin et du baron Antoine-Gabriel Christin, ainsi que la cousine germaine d'Édouard Phillips. Ils eurent :
- Anatole (1850-), financier, camérier des papes Léon XIII et Pie X[2], propriétaire du château de Kremsegg (de).
- Hélène (1852-1911), religieuse, oblates de Sainte Françoise Romaine.
- Fabien (1858-1924), sous-inspecteur de la Compagnie des chemins de fer Bône-Guelma.

Devenu directeur général de la Lombardisch-venetianische Eisenbahnen (de) und Central-italienische Eisenbahn-Gesellschaft (it) (LVCI), puis de la Compagnie des chemins de fer du Sud de l'Autriche (Südbahn-Gesellschaft), il s'installe à Vienne.
Il meurt le 16 décembre 1861, à Vienne. Ses obsèques ont lieu en l'église Saint-Louis-d'Antin, à Paris.

## Disctintion
- Chevalier de la Légion d'honneur (16 décembre 1848)[5]

## Sources
- Beschreibender Katalog des k.k. historischen Museums der österreichischen Eisenbahnen, Historisches Museum der österreichischen Eisenbahnen (Vienna, Austria), 1902